# خشم (فیلم هندی ۲۰۱۰)
خشم (به هندی: Aakrosh) فیلمی محصول سال ۲۰۱۰ و به کارگردانی پریادارشان است. در این فیلم بازیگرانی همچون اجی دیوگن، آکشای کانا، بیپاشا باسو، پارش راوال و ریما سن ایفای نقش کرده‌اند.